# Eddy Marnay
Eddy Marnay (* 18. Dezember 1920 in Algier, Algerien als Edmond David Bacri; † 3. Januar 2003 in Neuilly-sur-Seine, Département Hauts-de-Seine, Frankreich) war ein französischer Songwriter, Texter und Komponist algerischer Herkunft. Er gewann mit Un Jour, Un Enfant, 1969 gesungen von Frida Boccara den Eurovision Song Contest.

## Leben
Im Laufe seiner Karriere schrieb er mehr als 4.000 Lieder, darunter Werke für Édith Piaf, Frida Boccara, Paul Anka, Tony Bennett, Miles Davis, Marlene Dietrich, Barbra Streisand, Sarah Vaughan und Céline Dion sowie Filmmusiken für diverse Werke.
Er wurde 1969 als Texter von Un Jour, Un Enfant, gesungen von Frida Boccara Gewinner des Eurovision Song Contest.
1993 wurde er zum Ritter der französischen Ehrenlegion ernannt.
Er schrieb auch den Titelsong für Charlie Chaplins 1957er Film Ein König in New York.
Céline Dion, deren fünf erste Aufnahmen Marnay produzierte, benannte im Jahr 2010 einen ihrer Söhne nach ihm.
Eddy Marnay starb im Alter von 82 Jahren und wurde auf dem Cimetière de Montmartre (21. Division) beigesetzt.

## Filmografie (Auswahl)
- 1970: Die Dinge des Lebens als Verleger
- 2000: Some Voices
- 2002: 8 Frauen (8 Women)
- 2012: ¿Donde estabas tú en los 70? (Fernsehfilm)

## Teilnahmen am Eurovision Song Contest
- 1969: Un jour, un enfant für Frida Boccara (Frankreich), 1. Platz
- 1970: Je suis tombé du ciel für David Alexandre Winter (Luxemburg) als Texter, 12. Platz
- 1979: Je suis l'enfant soleil für Anne-Marie David (Frankreich), 3. Platz

## Titel
- 1955: La valse des Lilas (Text); Musik: Michel Legrand
- 1961: Planter (als Texter für Yves Montand im Film Yves Montand on Broadway)
- 1962: Cent mille chansons (Text); Musik: Michel Magne (für Frida Boccara)
- 1973: Berceuse à Frédéric (Text); Musik: Emile Stern (für Bourvil)
- 1984: The Vagabond

## Bibliografie
- Eddy Marnay, Le Manège aux souvenirs, Éditions Jean-Claude Lattès, Paris, 1990 ISBN 2-7096-0891-X.